# Шанданское сражение
Шанданское сражение (кит. упр. 上党战役战役, 10 сентября — 12 октября 1945) — одно из сражений 2-го этапа гражданской войны в Китае. Оно произошло в юго-восточной части провинции Шаньси, в исторической области Шандан.

## Предыстория
После капитуляции Японии в 1945 году было очевидно, что вскоре возобновятся бои между войсками партии Гоминьдан и коммунистов. Обе стороны стороны стремились получить наилучшие позиции для грядущих военных действий. Выполняя указания Чан Кайши, командующий гоминьдановским 2-м военным районом Янь Сишань приказал командующему 19-й армией Ши Цзэбо выдвинуть 19-ю армию, часть 61-й армии и другие соединения (общей численностью более 17 тысяч человек) в юго-восточную часть провинции Шаньси в контролировавшийся коммунистами район Шандан. Три гоминьдановских дивизии разместились в Чанчжи — главном городе региона, а остальные расположились в уездах Сянъюань, Чжанцзы, Туньлю, Лучэн и Хугуань. Опираясь на эти базы гоминьдановцы планировали отобрать у коммунистов контроль над всей юго-восточной Шаньси.
Для противодействия грядущему гоминьдановскому наступлению коммунисты мобилизовали войска численностью 31 тысячу человек, сведя их в Тайханскую, Тайюэскую и Южнохэбэйскую колонны под командованием Лю Бочэна. За политическую работу в войсках отвечал Дэн Сяопин, который сумел мотивировать солдат для участия в боях: как раз в это время шли переговоры в Чунцине между КПК и Гоминьданом, и солдаты беспокоились о безопасности находящегося там Мао Цзэдуна; Дэн Сяопин уверил их, что чем большего успеха в предстоящем сражении они смогут добиться — тем прочнее будут позиции коммунистов на переговорах и тем безопаснее будет ситуация для Мао Цзэдуна. Для вспомогательных целей коммунистами также было мобилизовано около 50 тысяч человек местной милиции.

## Ход событий
10 сентября Тайханская колонна атаковала войска из гоминьдановской 6-тысяной группировки в Чанчжи, в то время как Тайюэская и Южнохэбэйская колонны приготовили засаду. Однако гоминьдановский командующий оказался очень осторожным, и после дня боёв предпочёл отступить в Чанчжи. Несмотря на неудачу с засадой, 12 сентября коммунисты овладели Туньлю. 13 сентября коммунисты попытались использовать ту же тактику против Чжанцзы: в то время как Тайханская колонна атаковала, войска Тайюэской и Южнохэбэйской колонн приготовили засаду. Однако Ши Цзэбо вновь распознал ловушку, и не отправил войска на убой.
Осознав, что выбранная тактика не срабатывает, Лю Бочэн и Дэн Сяопин быстро сменили стратегию, и от уничтожения гоминьдановских войск перешли к захвату территории, захватив к 19 сентября уезды вокруг Чанчжи и уничтожив в процессе этого до 7 тысяч гоминьдановских войск. Затем коммунисты атаковали гарнизоны, размещённые восточнее, южнее и западнее Чанчжи, оставив гоминьдановцам путь к отступлению на север, где им была приготовлена ловушка. Однако Ши Цзэбо вновь разгадал планы коммунистов, и решил держаться в Чанчжи. 24 сентября коммунисты начали штурм Чанчжи, однако огневое преимущество гоминьдановцев позволило им отбить атаку.
Узнав об опасном положении в Чанчжи, Янь Сишань приказал заместителю командующего 2-й армейской группой Пэн Юйбиню отправить к месту боёв подкрепления из 23-й армии, 83-й армии и нескольких дивизий общей численностью 20 тысяч человек. Узнав 28 сентября о выдвижении этих войск, коммунисты, оставив осаждать Чанчжи Южнохэбэйскую колонну и местную милицию, отправили Тайханскую и Тайюэскую колонны на север для организации засады между Туньлю и Сянъюанем. 2 октября гоминьдановские войска наткнулись на силы коммунистов северо-западнее Туньлю под Ванцзяцюй. Превосходство гоминьдановцев в огневой мощи вынудило коммунистов отправить в качестве подкрепления к месту боя и Южнохэбэйскую колонну, оставив для осады Чанчжи лишь местную милицию. Коммунисты вновь атаковали с трёх сторон, оставив открытым путь к отступлению на север, где была организована засада. На этот раз тактика сработала, и 5 октября в бою с находившимися в засаде у Сытина войсками Тайюэской колонны погиб сам генерал Пэн Юйбинь.
Узнав, что подкрепления уничтожены по дороге, Ши Цзэбо решил 8 октября под покровом ночи прорваться из Чанчжи на запад. Лю Бочэн и Дэн Сяопин немедленно направили Тайюэскую колонну от Сытина к Маби на перехват отступающего врага. 12 октября коммунисты столкнулись с отступающими гоминьдановцами под Цзяньцзюнлином, разбили деморализованного врага и взяли в плен самого Ши Цзэбо.

## Итоги и последствия
В результате боёв было уничтожено 13 гоминьдановских дивизий, причём из 35 тысяч человек 31 тысяча попала в плен. Комунисты потеряли лишь 4 тысяч человек убитыми и ранеными, потерь пленными не было. Трофеями коммунистов стали 24 горных орудия, 2 тысячи пулемётов, 16 тысяч винтовок и большое количество другого военного имущества. Битва имела важное значение как первое сражение, в котором войска коммунистов сражались как регулярная армия, а не как партизаны, и одержали победу. Успех коммунистов оказал сильное влияние на ход переговоров в Чунцине.